# Rue du Lot
La rue du Lot (en occitan : carrièra del Òut) est une voie de Toulouse, chef-lieu de la région Occitanie, dans le Midi de la France.

## Situation et accès

### Description
La rue du Lot est une voie publique. Elle traverse le quartier de Bagatelle.
Elle naît perpendiculairement à la rue Louis-Vestrepain, dans le prolongement de la rue Joachim-du-Bellay. La première partie de la rue, jusqu'au chemin de Bagatelle, longue de 315 mètres, est orientée au sud-est. Elle reçoit d'abord, à gauche, la rue de la Manche, avant de rencontrer à droite la rue du Cher. La deuxième partie de la rue, après le chemin de Bagatelle, est orientée à l'est. Après avoir traversé la place du Morvan et reçu par deux fois la rue de la Martinique, elle se termine au carrefour de la rue Henri-Desbals. Elle est prolongée au sud-est par la rue de l'Ukraine, qui aboutit finalement à la rue Paul-Lambert, au cœur du quartier de la Faourette.
La chaussée compte une voie de circulation automobile dans chaque sens. Elle appartient à une zone 30 et la vitesse y est limitée à 30 km/h. Elle est longée de chaque côté par une piste cyclable.

### Voies rencontrées
La rue du Lot rencontre les voies suivantes, dans l'ordre des numéros croissants (« g » indique que la rue se situe à gauche, « d » à droite) :
1. Rue Louis-Vestrepain
2. Rue de la Manche (g)
3. Rue du Cher (d)
4. Chemin de Bagatelle (g)
5. Rue du Bachaga-Boualam - accès piéton (d)
6. Place du Morvan (d)
7. Rue de la Martinique (g)
8. Rue de la Martinique (g)
9. Rue Henri-Desbals

### Transports
La rue du Lot est parcourue et desservie, sur toute sa longueur, par la ligne de bus 13. Au sud, elle débouche sur la rue Henri-Desbals, où se trouve la station Bagatelle, sur la ligne de métro . Enfin, plus au nord, la route de Saint-Simon est desservie par la ligne de Linéo L14.
Il existe plusieurs stations de vélos en libre-service VélôToulouse : les stations no 186 (1 rue du Bachaga-Boualam) et no 254 (1 rue du Lot).

## Odonymie
En 1963, la rue a été nommée d'après le département du Lot. Plusieurs rues du quartier de Bagatelle portent en effet des noms de départements français : Charente, Cher, Gironde, La Réunion, Manche et Martinique.

## Histoire
La rue est progressivement tracée entre 1961 et 1963, à travers des espaces agricoles. Elle accompagne la construction des immeubles de la cité de Bagatelle, qui s'élèvent peu à peu depuis la rue Louis-Vestrepain jusqu'à la rue de la Martinique. Elle forme l'artère nord sud du nouveau quartier traversé par les rues de la Charente, de la Manche et du Cher.